# Хедохань
Хедохань (Хедо-хан) (д/н— 394) — вождь жужанів.

## Життєпис
Син Мангеті. Разом з батьком брав участь у війні проти імперії Вей.391 року жужани зазнали поразки, а Хедохань разом з батьком і братами потрапив у полон. Того ж року спільно з братом Шелунєм втік до степу. Відновив владу над західними жужанами.
Згодом поновив війну проти імперії Вей. Діяв спільно з Лю Бобо (сином Лю Венченя, союзником батька Хедоханя), але той 393 року зазнав тяжкої поразки. 
394 року Шелунь повалив стрийка Піхоубу, що став вірним васалом вейського імператора. Хедохань з невідомих причин не поєднав війська з братом. Того ж року в битві біля гори Бана зазнав нищівної поразки й загинув. Усіх жужанів об'єднав Шелунь.